# هیچ‌کس (بازی تاج‌وتخت)
«هیچ‌کس» (انگلیسی: No One) قسمت هشتم از فصل ششمِ مجموعهٔ تلویزیونیِ خیال‌پردازانهٔ بازی تاج‌وتخت و قسمت ۵۸ از کلِ این سریال است. فیلم‌نامه‌نویس‌های این قسمت دیوید بنیاف و دی. بی. وایس، و کارگردان آن مارک مایلود است. این قسمت از سریال، آخرین حضور تام ولاشیها، فی مارسی و کلایو راسل در این مجموعه است.

## تولید

### نگارش فیلم‌نامه
هیچ‌کس توسط سازندگان سریال، دیوید بنیاف و دی. بی. وایس نوشته شده است.
در بخش «پشت صحنۀ سریال» که پس از پخش این قسمت توسط اچ‌بی‌او منتشر شد، دیوید بنیاف درباره افشای رویدادها در کینگز لندینگ و تصمیم تامن براتیون برای لغو «محاکمه از طریق مبارزه» صحبت کرد و گفت: «این لحظه برای سرسی یک ضربه شدید است، چون او از پایان فصل پنجم روی محاکمه با نبرد حساب باز کرده بود. این همیشه برگ برنده‌اش بود؛ کوه هرگز در نبردی شکست نمی‌خورد، کسی وجود نداشت که بتواند او را شکست دهد. و سپس تامن براتیون این امکان را از او می‌گیرد و در حالی که کاملاً می‌داند دارد چه کار می‌کند. ممکن است پادشاه ضعیفی باشد، اما احمق نیست؛ او می‌فهمد که این حرکت احتمالاً باعث می‌شود سرسی در محاکمه موفق نباشد. بنابراین، این لحظه برای سرسی بسیار ویرانگر است و شما این را در واکنش او می‌بینید، هم به این دلیل که نشانه‌ای بسیار بد برای محاکمه پیش‌روست، و هم به این دلیل که پسر خودش واقعاً به او خیانت کرده است.»
در مورد محاصره ریورران، وایس درباره دیدار دوباره برین تارث و جیمی گفت: «جیمی اصلاً انتظار نداشت دوباره برین را ببیند، به‌ویژه اینکه او را در حال ورود به اردوگاه نظامی‌اش ببیند. و رابطه آن‌ها آشکارا بسیار پیچیده، تنش‌دار و پر از احساسات پنهانی است که جیمی با آن‌ها راحت نیست.» بنیاف نیز درباره فرار برین ادامه داد: «این دو نفر هنوز مطمئن نیستند چه احساسی نسبت به هم دارند، و او (جیمی) اجازه می‌دهد برود. او می‌توانست به حق، افرادش را برای دستگیری او بفرستد، و گرفتنش هم سخت نبود چون پادریک به‌آرامی او را پارو می‌زند، اما این کار را نمی‌کند. برین ممکن است از نظر فنی اکنون دشمن او محسوب شود، چون در خدمت سانسا استارک است، که هنوز مظنون به قتل جافری است، اما او دشمن جیمی نیست.»
کلایو راسل، بازیگر نقش بریدن «بلک‌فیش» تاللی، در مصاحبه‌ای با آی‌جی‌ان درباره برخورد شخصیتش با برین تارث گفت: «برین برای او یادآور نسخه جوان خودش بود، فردی با یکپارچگی، یک سرباز درستکار که تلاش می‌کرد کار درست را انجام دهد. این موضوع باعث تشدید کشمکش درونی‌اش شد که کار درست واقعاً چیست: اینکه آیا باید مردانی را برای کمک به سانسا بفرستد یا نه.» او درباره رابطه‌شان گفت: «برین خیلی صریح با قدرت سخن می‌گوید. او با مردی مسن‌تر صحبت می‌کرد که در ابتدا از حضورش ناراحت بود، اما در نهایت او را بسیار جدی گرفت. یک لحظه تأثیرگذار وجود دارد که او مستقیماً این موضوع را به برین ابراز می‌کند. این لحظه بسیار تأثیرگذار و غم‌انگیز است، و فکر می‌کنم تمام ماجرا همین است. او در واقع نسل بعدی خودش را به رسمیت می‌شناسد.»

در پایان بخش «پشت صحنۀ سریال»، وایس درباره داستان آریا گفت: «آریا در خطر است، او زخمی باز در شکمش دارد، و تنها کسی که تا این لحظه از او محافظت کرده بود، متأسفانه کشته می‌شود. این واقعیت که «خدای چندچهره» کسانی را که به او وعده داده شده‌اند، می‌گیرد، باعث می‌شود فکر کنید که تقریباً یک نوع حتمیت در مورد اتفاقی که برای کسانی که با مردان بی‌چهره به مشکل می‌خورند، رخ می‌دهد—مثل آریا—وجود دارد.» وایس درباره بخش پایانی این داستان افزود: «آریا با قرار دادن صورت روی دیوار دارد به جاکن می‌گوید که «این حساب تسویه شده، ما مشکلی نداریم، و حالا من می‌روم»، و فکر می‌کنم خودش می‌دانست پاسخ چه خواهد بود. معنای ضمنی‌اش، واضح است؛ اینکه جاکن تا حدی خواهان چنین پایانی بود. شاید او «بی‌کس» باشد، اما هنوز به اندازه کافی انسانیت در او باقی مانده که به این دختر و چیزی که تبدیل به آن شده احترام بگذارد و تحسینش کند. آریا بالاخره چیزی را به ما می‌گوید که همیشه می‌دانستیم: او بی‌کس نیست، او آریا استارک وینترفل است.»